# Екзокомета

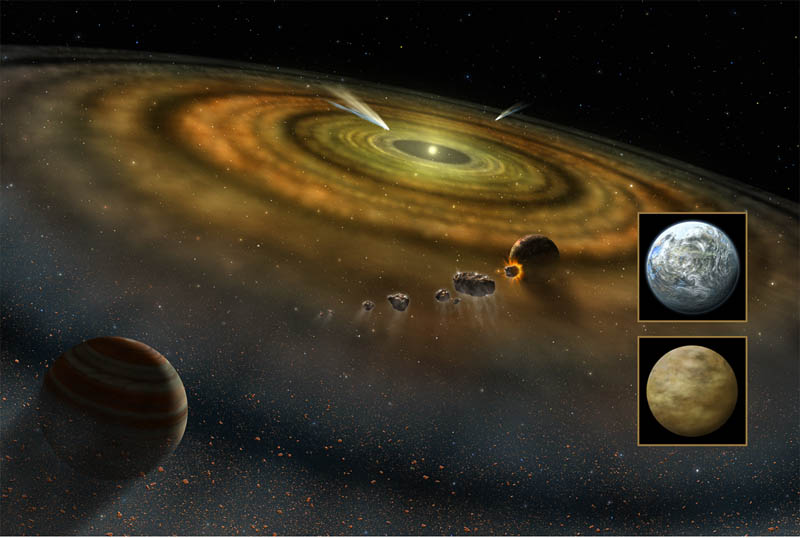
Екзокомети та різноманітні процеси утворення зірок навколо β Живописця,дуже молода зірка спектрального класу A
(НАСА; концепція художника).

Екзокомета, або позасонячна комета є кометою поза Сонячної системи, яка включає в себе міжзоряні комети  та комети, які обертаються навколо зірок, відмінних від Сонця. Перші екзокомети були виявлені в 1987 році навколо β Живописця, дуже молодої зорі спектрального класу A головної послідовності. В даний час в загалом існує 11 зірок, навколо яких спостерігаються або підозрюються екзокомети.
Всі відкриті екзокометні системи (β Живописець, HR 10, 51 Ophiuchi, HR 2174, 49 Ceti, 5 Vulpeculae, 2 Andromedae, HD 21620, HD 42111, HD 110411, та нещодавно HD 172555) розташовані навколо дуже молодих зір спектрального класу A.
Екзокомети можуть бути виявлені спектроскопією, коли вони проходять повз зорі, навколо якої  обертаються. Проходження екзокомети, подібно до проходження екзопланет, створює варіації у світлі, отриманому від зорі. Зміни спостерігаються в лініях поглинання зіркового спектра: затінення зірки газовою хмарою, що створюється екзокометою, спричинює додаткову абсорбцію, відмінну від тієї, що зазвичай спостерігається в цій зірці, як ті, що спостерігаються в лініях іонізованого кальцію. Коли комета наближається до зірки, кометний газ утворюється з випаровування нестійких льодів і пилу з ними.
Спостереження за кометами, і особливо екзокометами, покращують наше розуміння процесу утворення планет. Дійсно, в стандартній моделі утворення планет за рахунок акреції є наслідком агломерації планетезималей, які самі утворюються при злитті пилу з протопланетного диска навколо зірки незабаром після її утворення. Таким чином, комети є залишками планетезималі, багатих з нестабільною силою, які залишилися в планетній системі, не будучи включеними в планети. Вони вважаються копальними тілами, які застали фізичні та хімічні умови, що склалися в часи планети.
Газоподібна хмара навколо 49 Ceti була пов'язана з зіткненнями комет в цій планетній системі.

## Галерея

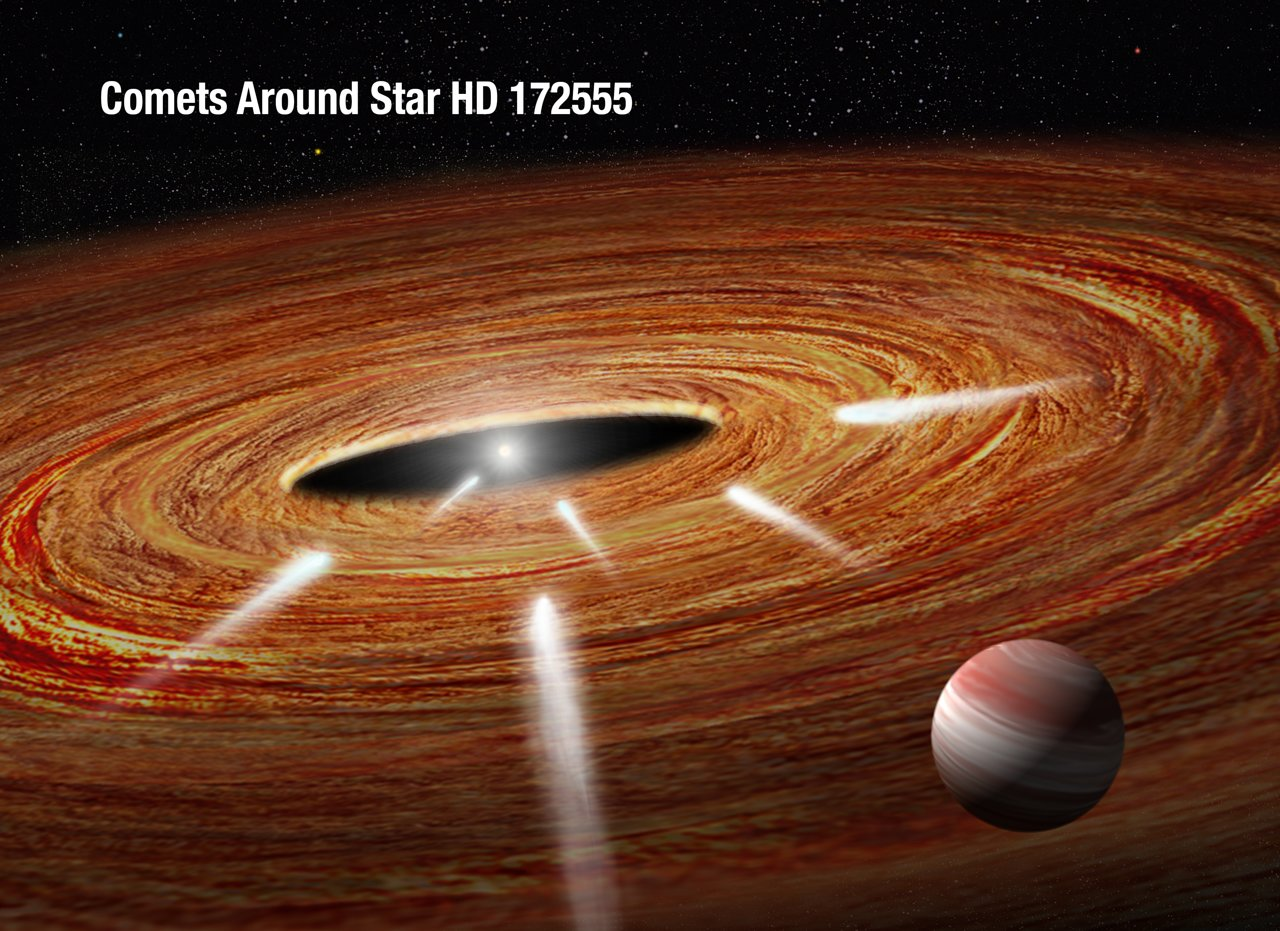
Враження художника про  занурення екзокомет в молоду зірку HD 172555.
- Відео –  враження художника про екзокомети, що рухаються навколо зірки β Живописець.